# Typhlotanais crassus
Typhlotanais crassus är en kräftdjursart som beskrevs av Masahiro Dojiri och Jürgen Sieg 1997. Typhlotanais crassus ingår i släktet Typhlotanais och familjen Nototanaidae. Inga underarter finns listade i Catalogue of Life.